# Gaspard Abeille
Pour les articles homonymes, voir Abeille (homonymie).
Gaspard Abeille, né à Riez (Alpes-de-Haute-Provence) en 1648 et mort à Paris le 22 mai 1718, est un homme d'Église, poète et auteur dramatique français.

## Biographie
Venu jeune à Paris, il est maréchal de Luxembourg, du duc de Vendôme et du prince de Conti. « L'abbé Abeille, écrit d'Alembert, admis dans cette société brillante, se fit goûter par les agréments de son esprit, par sa gaieté naturelle, par des plaisanteries auxquelles il savait donner une forme piquante, et cependant assez mesurée pour ne sortir jamais des bornes de la circonspection et de la décence ». Il écrit des tragédies, d'abord sous son nom, puis[Quand ?], parce qu'on lui reproche de manquer à la dignité de son état d'ecclésiastique, sous le nom du comédien La Thuillerie, qui tient le rôle principal dans plusieurs de ses pièces. Son Coriolan connaît près de vingt représentations et le fait remarquer par Corneille et Racine. Mais sa tragédie Lyncée est un échec et l'on fait circuler sur son auteur de méchantes épigrammes.
Membre de l'Académie d'Arles depuis 1670, il devient membre de l'Académie française en 1704. Il présente aux séances publiques de l'Académie des odes et des épîtres en vers, mais celles-ci sont jugées tout aussi médiocres que ses pièces. D'Alembert lui rend pourtant cet hommage : « Bienfaisant et désintéressé, il n'usa jamais de son crédit que pour obliger ceux qui avaient recours à lui ; tout ce qui souffrait avait droit sur son cœur ; et quoique sa position lui offrît des occasions fréquentes d'augmenter sa fortune, il mourut dans cette médiocrité honnête qui donne tant d'éclat à la vertu. »
Il est le frère de Scipion Abeille, né à Riez, mort à Paris le 9 décembre 1697, poète mais s'est surtout intéressé à l'art de guérir et a rédigé quelques ouvrages. Son fils a été comédien.

## Théâtre
- Argélie, reine de Thessalie, tragédie en 5 actes, en vers, Paris, théâtre de l'Hôtel de Bourgogne, novembre 1673.
- Coriolan, tragédie en 5 actes, en vers, Paris, théâtre de l'Hôtel Guénégaud, 24 janvier 1676.
- Lyncée, tragédie en 5 actes, en vers, Paris, théâtre de l'Hôtel de Bourgogne, 25 février 1678.
- Soliman, tragédie en 5 actes, en vers, Paris, théâtre de l'Hôtel de Bourgogne, 11 octobre 1680.
- Crispin bel esprit, comédie en 1 acte, en vers, Paris, théâtre de l'Hôtel Guénégaud, 11 juillet 1681.
- Hercule, tragédie en 5 actes, en vers, Paris, théâtre de l'Hôtel Guénégaud, 7 novembre 1681.